# Gościbia
Gościbia – potok, prawostronny dopływ Harbutówki o długości 7,32 km i powierzchni zlewni 18,84 km².

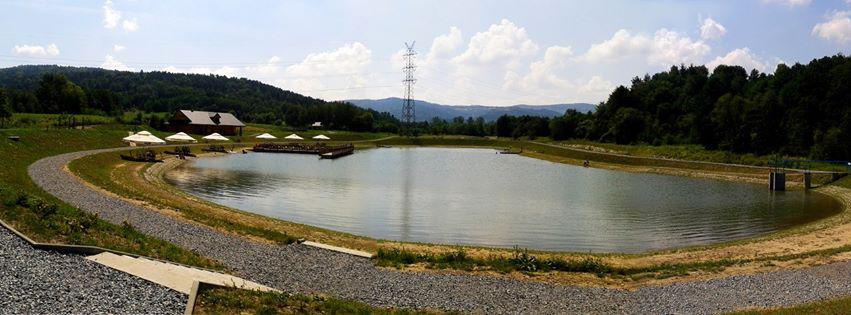
Zalew rekreacyjny w Sułkowicach

Potok płynie w województwie małopolskim. Jego źródła znajdują się na zboczach Babicy w Rezerwacie Gościbia na wysokości 680 m n.p.m. Tworzy go siedem podobnej wielkości potoków, które łączą się na wysokości 384 m n.p.m. Miejscami Gościbia pokonuje kilkanaście metrów wysokości, tworząc wodospady. W dolnym biegu założony został zbiornik retencyjny ujęcia wody dla miasta i gminy Sułkowice. Największy dopływ to Jasieniczanka. Poniżej, na wysokości gimnazjum w Sułkowicach powstał zalew rekreacyjny. Potok kończy bieg na wysokości 279 m n.p.m.